# 荒川伸也
荒川 伸也（あらかわ しんや、1891年（明治24年）12月4日 - 没年不明）は、日本の医師（内科医）、実業家、政治家。旭土地、耕地整理組合各顧問。愛知中央鉄道取締役。医学博士。名古屋市会議員。

## 人物
愛知県人・荒川徳右衛門の三男。後に前名松次郎を改め、1922年に兄徳次郎方より分かれて一家を創立する。第八高等学校を経て1918年に東京帝国大学医科大学医学科を卒業し、杏雲堂医院に勤務し後に郷里に帰り医を開業する。傍ら会社の重役である。
名古屋市会議員、同市参事会員に選ばれる。趣味は観劇、謡曲、芝居。宗教は真宗大谷派。住所は愛知県名古屋市中区長良町、西日置町廻間口、中村区日置通。

## 家族
荒川家
- 妻・てい（1896年 - ?、愛知、渡邊鉦太郎の二女）[1][3][6]
- 長女[1][2]
- 二女[2][5]